# Pigiama

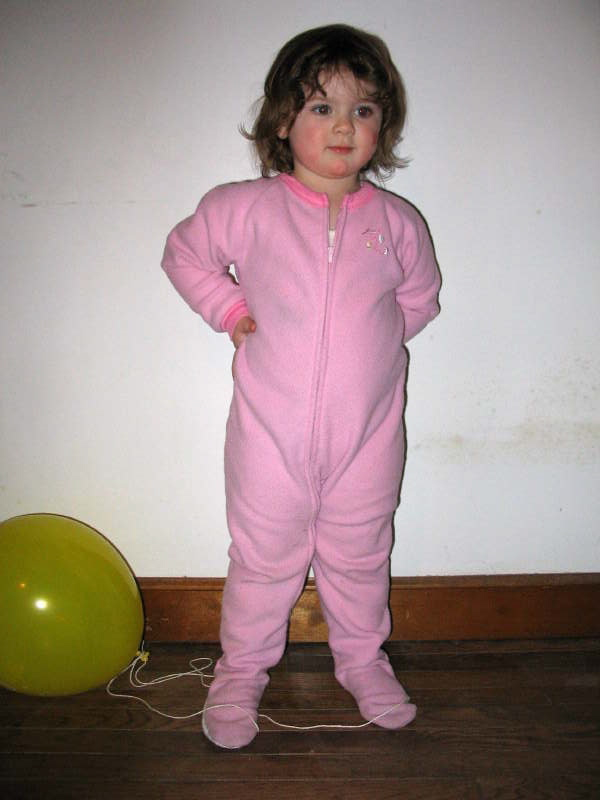
Una bimba in pigiama.

Pigiama (dal persiano پايجامه pāy-jāme, letterale «indumento per le gambe») è il termine con il quale si fa riferimento a una serie di capi di abbigliamento utilizzati a letto.
Il termine originale faceva riferimento a dei pantaloni larghi e leggeri, utilizzati in Asia da entrambi i sessi. In occidente invece per pigiama si intende un indumento composto da due «pezzi», derivato dall'originale, ed utilizzato come capo di abbigliamento per il sonno, ma anche per l'abbigliamento casalingo, sempre da entrambi i sessi.

## Storia

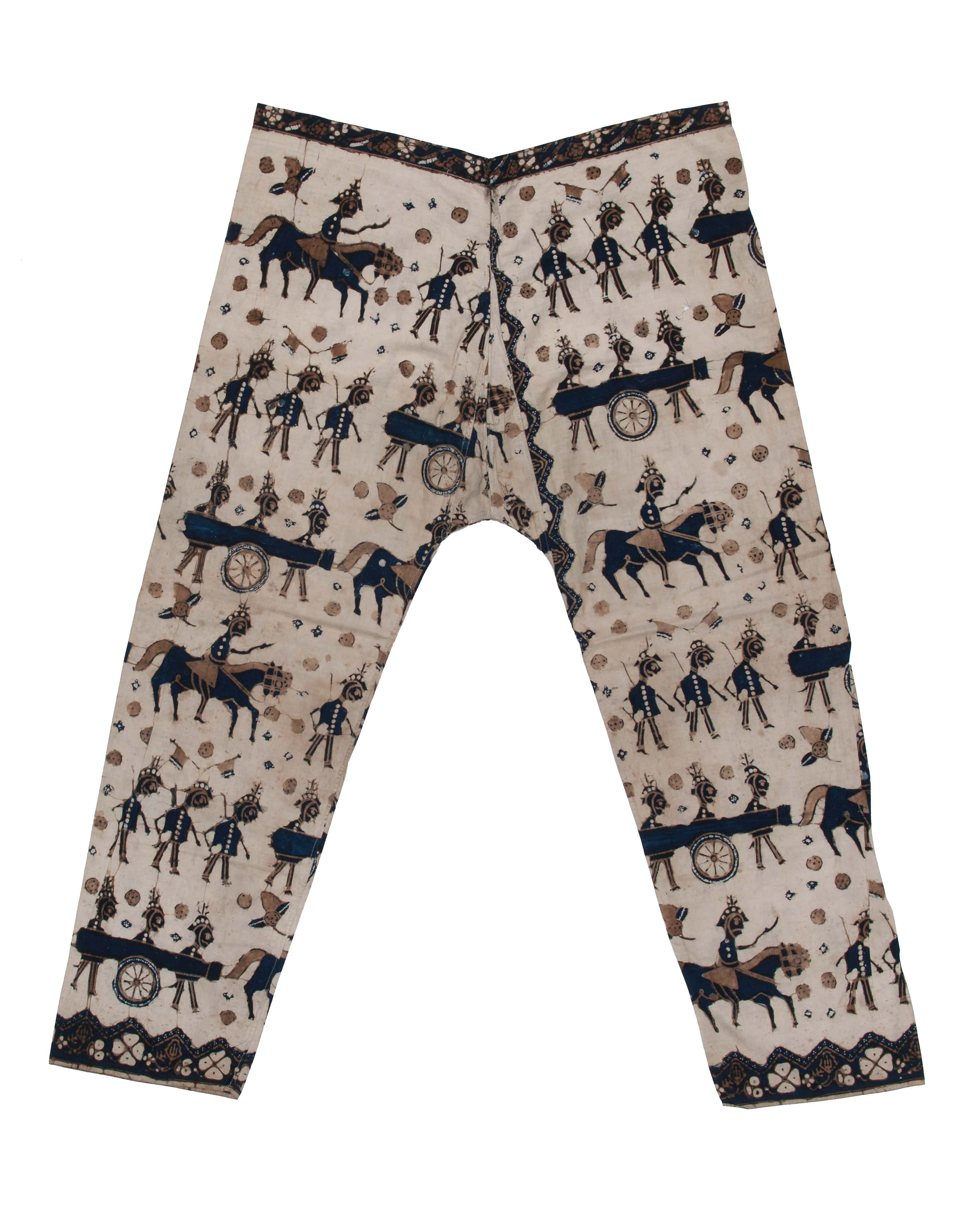
Pantaloni in cotone del 1900 circa, che venivano indossati al chiuso dagli indoeuropei e in seguito anche dai cinesi per comodità.

Il termine pigiama è stato introdotto nelle lingue occidentali dal persiano. Il termine originale پايجامه pāy-jāme aveva il significato di «indumento per le gambe». L'utilizzo mondiale del pigiama (sia la parola, che l'indumento) è il risultato della presenza britannica nell'Asia del Sud nel diciottesimo e XIX secolo. Secondo l'Enciclopedia Britannica, il pigiama è stato introdotto in Inghilterra nel diciassettesimo secolo, ma la sua moda passò rapidamente. Nel 1870 circa, essi riapparirono nel mondo occidentale come abbigliamento maschile notturno, dopo il ritorno dei coloni britannici.

## Varianti e utilizzo

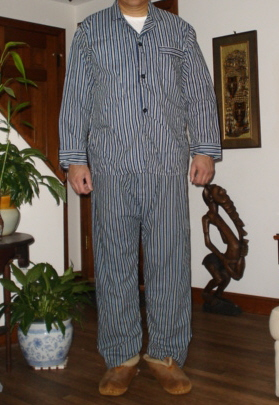
Classico pigiama a due pezzi.

Tradizionalmente il pigiama è composto di due pezzi: un pantalone, ed una parte «superiore», che può consistere in una camicia abbottonata sul davanti, o una maglia. Esistono pigiami, per lo più realizzati per i neonati ed i bambini, in cui le due parti sono unite in un unico capo, fornito di piedi che viene aperto sulla parte anteriore del petto. A seconda della stagione il pigiama può avere maniche più o meno corte (o non averle affatto), pantaloni corti o lunghi, ed essere realizzato in cotone o flanella, e nei modelli più lussuosi, in seta o satin. Esistono anche pigiami realizzati in fibre sintetiche come lycra o poliestere. 
Essendo un capo di abbigliamento, il cui principale obiettivo è far avere il massimo comfort al proprio indossatore, il pigiama è spesso oggetto di molte personalizzazioni, come anche viene perlopiù utilizzato in una o due taglie superiore a quella normalmente indossata. Non è raro per esempio che venga indossato soltanto il pantalone del pigiama, abbinato ad una maglietta o a torso nudo. O che esso stesso consista di due capi di abbigliamento, non specificatamente nati come pigiama (per esempio un pantalone di tuta e una maglietta). L'utilizzo del pigiama è spesso esteso anche all'abbigliamento casual famigliare e casalingo, a volte indossato insieme ad una vestaglia per coprirsi maggiormente dal freddo.

### Kigurumi
Il kigurumi (着ぐるみ) è un tipo di tuta, spesso usata come pigiama, il cui aspetto richiama un animale. Nata in Giappone, si diffuse all'estero a partire dal 2009. Uno dei fattori che contribuì alla loro popolarizzazione è un filmato in cui si vede Miley Cyrus indossare un abito a forma di unicorno.